# Classement de la Fédération internationale de volley-ball

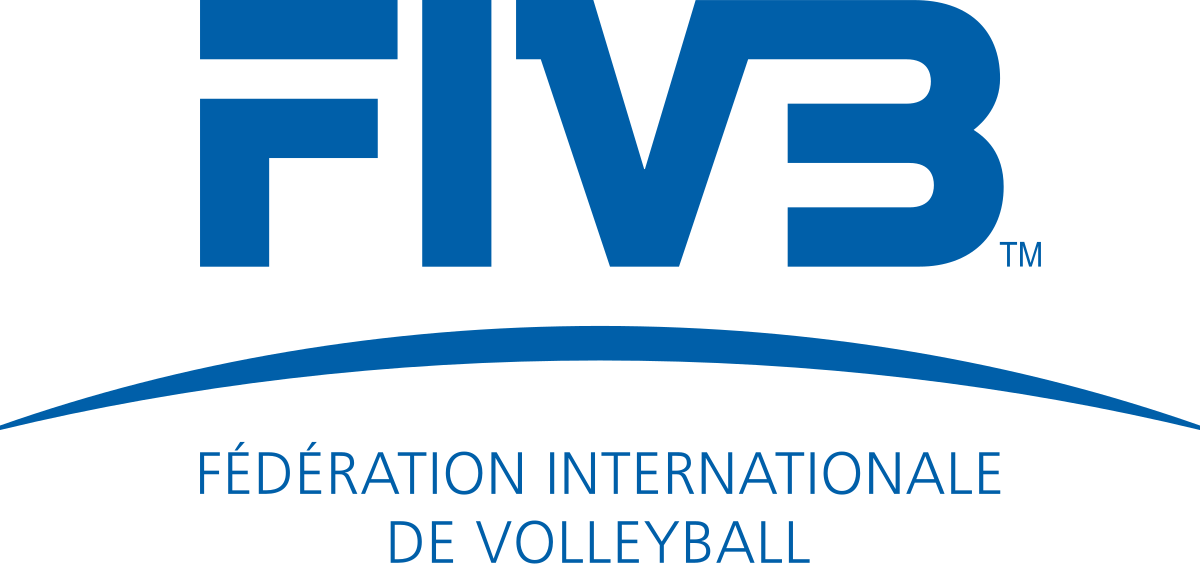
Logo de la Fédération Internationale de Volleyball

Le Classement de la Fédération internationale de volley-ball est fondé sur un système très simple : les équipes nationales, hommes et femmes, jeunes et adultes, obtiennent des points suivant leur classement dans des compétitions prédéterminées (Jeux olympiques, Coupes du monde, Championnats du monde, Championnats continentaux, Ligue mondiale ou Grand Prix). Il est établi sur une période de 4 ans. 

## Format
Pour établir le dernier classement jusqu'en 2020, les points prennent en compte :
- Le dernier championnat du monde (ici 2018)
- La dernière coupe du monde (ici 2019)
- Les derniers JO (ici 2024)
- La dernière Ligue des nations (ici 2025)

À compter de juillet 2016, les classements seniors ne prennent plus en compte les points acquis lors du dernier championnat continental (2015),
Le 1er février 2020, une méthode plus complexe est entrée en vigueur.

## Classement[3]
| Classement masculin au 3 août 2025 (top 30) | Classement masculin au 3 août 2025 (top 30) | Classement masculin au 3 août 2025 (top 30) | Classement masculin au 3 août 2025 (top 30) |
| Rang                                        | Équipe                                      | Points                                      | Évolution rang                              |
| ------------------------------------------- | ------------------------------------------- | ------------------------------------------- | ------------------------------------------- |
| 1                                           | Pologne                                     | 400                                         | en stagnation                               |
| 2                                           | Italie                                      | 368                                         | + 3                                         |
| 3                                           | Brésil                                      | 356                                         | + 4                                         |
| 4                                           | France                                      | 353                                         | en diminution                               |
| 5                                           | Japon                                       | 331                                         | en augmentation                             |
| 6                                           | États-Unis                                  | 319                                         | en diminution                               |
| 7                                           | Slovénie                                    | 315                                         | en augmentation                             |
| 8                                           | Allemagne                                   | 364                                         | en stagnation                               |
| 9                                           | Argentine                                   | 262                                         | en stagnation                               |
| 10                                          | Cuba                                        | 260                                         | en augmentation                             |
| 11                                          | Canada                                      | 253                                         | en augmentation                             |
| 12                                          | Serbie                                      | 229                                         | en stagnation                               |
| 13                                          | Iran                                        | 222                                         | en augmentation                             |
| 14                                          | Ukraine                                     | 218                                         | en augmentation                             |
| 15                                          | Bulgarie                                    | 202                                         | + 5                                         |
| 16                                          | Turquie                                     | 184                                         | en augmentation                             |
| 17                                          | Belgique                                    | 183                                         | en augmentation                             |
| 18                                          | Finlande                                    | 178                                         | + 6                                         |
| 19                                          | Pays-Bas                                    | 166.79                                      | - 3                                         |
| 20                                          | Qatar                                       | 166.45                                      | + 4                                         |
| 21                                          | Roumanie                                    | 163                                         | + 6                                         |
| 22                                          | Tchéquie                                    | 158                                         | en stagnation                               |
| 23                                          | Égypte                                      | 156                                         | en stagnation                               |
| 24                                          | Porto Rico                                  | 148                                         | + 6                                         |
| 25                                          | Chine                                       | 146                                         | + 3                                         |
| 26                                          | Corée du Sud                                | 136                                         | + 4                                         |
| 27                                          | Portugal                                    | 135                                         | en augmentation                             |
| 28                                          | Chili                                       | 139                                         | + 2                                         |
| 29                                          | Grèce                                       | 129                                         | en augmentation                             |
| 30                                          | Espagne                                     | 125                                         | en augmentation                             |

| Classement féminin au 27 juillet 2025 (top 30) |                        |        |                 |
| Rang                                           | Équipe                 | Points | Évolution rang  |
| 1                                              | Italie                 | 474    | en stagnation   |
| 2                                              | Brésil                 | 426    | en stagnation   |
| 3                                              | Pologne                | 365    | + 3             |
| 4                                              | Chine                  | 348.60 | en augmentation |
| 5                                              | Japon                  | 348.27 | en augmentation |
| 6                                              | Turquie                | 337    | en augmentation |
| 7                                              | États-Unis             | 332    | - 4             |
| 8                                              | Pays-Bas               | 262    | en augmentation |
| 9                                              | Serbie                 | 261    | en augmentation |
| 10                                             | Allemagne              | 252    | en augmentation |
| 11                                             | République dominicaine | 248    | en augmentation |
| 12                                             | Canada                 | 238    | - 4             |
| 13                                             | Tchéquie               | 205    | + 3             |
| 14                                             | France                 | 192.72 | + 5             |
| 15                                             | Ukraine                | 192.10 | + 4             |
| 16                                             | Argentine              | 189    | + 3             |
| 17                                             | Belgique               | 188    | - 4             |
| 18                                             | Porto Rico             | 182    | en augmentation |
| 19                                             | Bulgarie               | 163    | en augmentation |
| 20                                             | Thaïlande              | 194    | - 6             |
| 21                                             | Colombie               | 152.37 | en augmentation |
| 22                                             | Kenya                  | 152.15 | en diminution   |
| 23                                             | Suède                  | 149    | + 3             |
| 24                                             | Vietnam                | 147    | + 3             |
| 25                                             | Cuba                   | 145    | en diminution   |
| 26                                             | Mexique                | 144    | en augmentation |
| 27                                             | Slovénie               | 142    | en augmentation |
| 28                                             | Roumanie               | 140    | + 3             |
| 29                                             | Slovaquie              | 128    | en augmentation |
| 30                                             | Hongrie                | 124    | en augmentation |

## Calcul des points

### Tournois mondiaux
| Tournois FIVB |                                |                                |                 |                |                         |                             |                         |
| Place         | Championnats du monde (Hommes) | Championnats du monde (Femmes) | Jeux Olympiques | Coupe du monde | Ligue mondiale (Hommes) | Grand Prix mondial (Femmes) | Championnat Continental |
| 1er           | 100                            | 100                            | 100             | 100            | 50                      | 50                          | 30                      |
| 2e            | 90                             | 90                             | 90              | 90             | 45                      | 45                          | 26                      |
| 3e            | 80                             | 80                             | 80              | 80             | 42                      | 42                          | 22                      |
| 4e            | 70                             | 70                             | 70              | 70             | 40                      | 40                          | 18                      |
| 5e            | 62                             | 62                             | 50              | 50             | 40                      | 38                          | 14                      |
| 6e            | 56                             | 56                             | 50              | 40             | 35                      | 35                          | 10                      |
| 7e            | 50                             | 50                             | 50              | 30             | 32                      | 32                          | 5                       |
| 8e            | 50                             | 50                             | 50              | 25             | 32                      | 30                          | 5                       |
| 9e            | 45                             | 45                             | 30              | 5              | 28                      | 28                          | 3                       |
| 10e           | 45                             | 45                             | 30              | 5              | 26                      | 26                          | 3                       |
| 11e           | 40                             | 40                             | 20              | 5              | 24                      | 24                          | 3                       |
| 12e           | 40                             | 40                             | 20              | 5              | 22                      | 22                          | 3                       |
| 13e           | 36                             | 36                             |                 |                | 20                      | 20                          | 2                       |
| 14e           | 36                             | 36                             | 18              |                | 20                      |                             | 2                       |
| 15e           | 33                             | 33                             | 18              | 17             |                         |                             | 2                       |
| 16e           | 33                             | 33                             | 18              | 16             |                         |                             | 2                       |
| 17e           | 30                             | 30                             | 18              | 15             |                         |                             |                         |
| 18e           | 30                             | 30                             | 16              | 14             |                         |                             |                         |
| 19e           | 30                             | 30                             | 16              | 13             |                         |                             |                         |
| 20e           | 30                             | 30                             | 16              | 12             |                         |                             |                         |
| 21e           | 25                             | 25                             | 10              | 10             |                         |                             |                         |
| 22e           | 25                             | 25                             | 8               | 8              |                         |                             |                         |
| 23e           | 25                             | 25                             | 7               | 7              |                         |                             |                         |
| 24e           | 25                             | 25                             | 6               | 6              |                         |                             |                         |
| 25e           |                                |                                | 5               | 5              |                         |                             |                         |
| 26e           | 4                              |                                | 5               |                |                         |                             |                         |
| 27e           | 3                              |                                | 5               |                |                         |                             |                         |
| 28e           | 4                              | 2                              |                 |                |                         |                             |                         |
| 29e           | 4                              |                                |                 |                |                         |                             |                         |
| 30e           | 2                              |                                |                 |                |                         |                             |                         |
| 31e           | 2                              |                                |                 |                |                         |                             |                         |
| 32e           | 2                              |                                |                 |                |                         |                             |                         |

### Tours qualificatifs des tournois FIVB
| Tournoi qualificatif pour le championnat du monde |        |
| Place                                             | Points |
| Play-offs                                         | 10–15  |
| 3e tour                                           | 12     |
| 2e tour                                           | 8–11   |
| 1er tour                                          | 5–8    |

| Tournoi qualificatif pour les JO        |        |
| Place                                   | Points |
| 1er d'un tournoi mondial ou continental | 3      |
| 2e d'un tournoi mondial ou continental  | 2      |
| 3e d'un tournoi mondial ou continental  | 1      |
| 4e ou 5e d'un tournoi mondial           | 1      |

| Tournoi qualificatif pour le championnat continental (NORCECA et CEV) |        |
| Place                                                                 | Points |
| Tour préliminaire                                                     | 1      |